# Korporativni kapitalizam
Korporativni kapitalizam je termin koji se koristi u društvenim naukama i ekonomiji da opiše 
kapitalističko tržište koje karakteriše dominacija hijerarhijskih, birokratskih organizacija.
Veliki deo ekonomije Sjedinjenih Američkih Država i njenog tržišta rada je pod korporativnom kontrolom. U razvijenom svetu, korporacije dominiraju na tržištu, obuhvatajući 50% ili više svih preduzeća. Preduzeća koja nisu korporacije sadrže istu birokratsku strukturu kao i korporacije, ali obično postoji jedan vlasnik ili grupa vlasnika koji su mogu da odu pod stečaj ili da krivično odgovaraju. Korporacije imaju ograničenu odgovornost i manje su regulisane i snose manju odgovornost u odnosu na inokosna preduzeća.
Korporacije se obično nazivaju javnim entitetima ili entitetima sa kojima se trguje javno kada se delovi njihovog poslovanja mogu kupiti u obliku akcija na berzi. Na ovaj način prikuplja se kapital za dalja ulaganja (od strane) korporacije. Akcionari imenuju rukovodioce korporacije koji upravljaju korporacijom putem hijerarhijskog lanca moći, pri čemu se najveći broj odluka investitora donosi na vrhu i utiče na one koji su ispod bez njih.
Korporativni kapitalizam se kritikuje zbog količine moći i uticaja koje korporacije i velike interesne grupe imaju na državnu politiku, uključujući politiku regulatornih agencija i uticajne političke kampanje. Mnogi sociolozi kritikuju korporacije zbog toga što ne rade u interesu naroda, kao i da one ne poštuju principe demokratije, koja podrazumeva ravnopravne odnose između pojedinaca u društvu.

## Kritike
Tomas Džeferson, jedan od osnivača demokratskog sistema Sjedinjenih Država, rekao je: ,,Nadam se da če nas ovaj primer upozoriti i da ćemo potom saseći u korenu aristokratiju naših pokroviteljskih korporacija koje se već usuđuju da izazovu našu vladu na odmeravanje snage i da prkose zakonima svoje zemlje“.Frenklin D. Ruzvelt, 29. aprila 1938, poručuje Kongresu, upozorava da rast privatne moći može dovesti do fašizma:

[S]loboda demokratije nije bezbedna ako ljudi tolerišu rast privatne moći do tačke u kojoj ona postaje jača od same njihove demokratske države. To, u suštini, 
jeste fašizam – vlasništvo nad državom od strane pojedinca, od strane grupe ili bilo koga drugog ko kontroliše privatnu moć.
 [...]Statistika Biroa za unutrašnje prihode otkriva sledeće neverovatne brojke za 1935: ,,Vlasništvo ad korporativnom imovinom: Od svih korporacija iz svakog dela nacije, jedna desetina od 1 procenta njih poseduje 52 procenta imovine svih njih.
Dvajt D. Ajzenhauer je kritikovao pojam povezanosti korporativne moći i defakto fašizma, ali je ipak skrenuo pažnju na ,,konjukciju ogromnog vojnog establišmenta i velike industrije oružja“ u svom poslednjem obraćanju naciji 1961. godine i naglasio ,,potrebu za održavanjem ravnoteže u nacionalnim programima i među njima – ravnoteže privatne i javne ekonomije, ravnotežu između troškova i prednosti kojima se nadamo“.

## Dodatna literatura
- Vitali, Stefania; Glattfelder, James B.; Battiston, Stefano (26. 10. 2011).  Montoya, Alejandro Raul Hernandez, ур. „The Network of Global Corporate Control”. PLoS ONE. Public Library of Science (PLoS). 6 (10): e25995. ISSN 1932-6203. doi:10.1371/journal.pone.0025995.

## Spoljašnje veze
- - „Revealed – the capitalist network that runs the world”. New Scientist. Приступљено 17. 8. 2017.